# Yalda Moaiery
Yalda Moaiery ( en persa: یلدا معیری‎   ) es una fotoperiodista iraní, es conocida por sus fotografías de guerra, protestas, desastres naturales y conflictos. En 2019, adquirió notoriedad internacional después de que Donald Trump hubiera utilizado una de sus fotos en las redes sociales para apoyar un ataque contra Irán, algo sobre lo que ella se pronunció públicamente. Durante las protestas de Mahsa Amini en 2022, fue una de los veinte periodistas detenidos en Irán. Es miembro de la Asociación de Fotoperiodistas de Irán (IPJA).

## Antecedentes
A lo largo de su carrera, Moaiery ha documentado guerras, conflictos y desastres naturales en partes del mundo como Irán, Afganistán, Irak y Líbano. Sus fotografías han aparecido en revistas y periódicos internacionales como Time, Newsweek, San Francisco Chronicle, Le Monde y El País.
Los 20 años de carrera de Moaiery la han llevado por todo el mundo, pero su trabajo también se centra en la vida en Irán, incluidas las protestas masivas de 2019 por el aumento de los precios del combustible. Su portafolio incluye ensayos fotográficos sobre las mujeres que sirven en el ejército iraní y el legado del líder supremo de Irán, Jomeini.
En 2019, ganó notoriedad cuando se pronunció en contra del presidente Donald Trump después de que este utilizara una de sus fotos en instagram para atacar al gobierno iraní

## Detención
Moaiery fue detenida el 19 de septiembre de 2022 por agentes de seguridad en el centro de Teherán mientras cubría las protestas que estallaron tras la muerte de Mahsa Amini bajo custodia de la policía de la moralidad en Teherán. Moaiery habría sido golpeada durante su detención y obligada a subir a una furgoneta con decenas de otras manifestantes antes de ser trasladada a la prisión de Qarchak, un centro de detención exclusivo para mujeres en la ciudad de Varamin, al sureste de Teherán.
Tras conocerse la noticia de la detención de Moaiery, la Asociación de Periodistas de la Provincia de Teherán emitió un comunicado en el que exigía su puesta en libertad inmediata, afirmando que había sido detenida "mientras defendía incondicionalmente la libertad de movimiento de sus colegas en la cobertura de los acontecimientos . Fue puesta en libertad bajo fianza el 20 de diciembre de 2022.